# Servizio civile (Svizzera)
Il servizio civile, in Svizzera, è un servizio sostitutivo per le persone soggette all’obbligo di prestare il servizio militare che non possono svolgerlo per motivi di coscienza. Dopo decenni di attesa, nel 1992 è stata introdotta nella Costituzione federale un'alternativa civile al servizio militare, e nel 1996 è entrata in vigore la relativa Legge sul servizio civile. Fino ad allora, le centinaia di giovani che ogni anno si rifiutavano di prestare il servizio militare obbligatorio dovevano fare i conti con pene detentive della durata di diversi mesi.
L’esecuzione del servizio civile rientra nella sfera di competenza della Confederazione ed è monitorata dall’Ufficio federale del servizio civile CIVI. Il servizio civile ha le seguenti funzioni fondamentali: in primo luogo, risolve il problema del rifiuto del servizio militare per motivi di coscienza; secondariamente, fornisce prestazioni di pubblica utilità negli ambiti in cui le risorse per adempiere importanti compiti a favore della collettività mancano o sono insufficienti; e infine, fornisce il proprio contributo nell’ambito dei compiti della Rete integrata Svizzera per la sicurezza.
Per questo motivo, l’Ufficio federale del servizio civile riconosce degli istituti che impiegano i civilisti secondo i compiti stabiliti nel mansionario.

## Procedura di ammissione
Fino ad aprile del 2009, chi si rifiutava di prestare il servizio militare per motivi di coscienza doveva presentare una domanda scritta con una spiegazione dettagliata del proprio conflitto di coscienza e in seguito sottoporsi a un colloquio personale davanti a una commissione civile. Oggi questa procedura non si applica più, e coloro che sono idonei al servizio militare possono fare domanda per essere ammessi al servizio civile dichiarando il proprio conflitto di coscienza nella relativa richiesta. Il fatto che il servizio civile duri una volta e mezza quello militare è considerata una dimostrazione sufficiente della validità di tale conflitto.
La richiesta di ammissione dev’essere presentata in forma elettronica per mezzo del portale ZiviConnect, a cui prima ci si dev’essere registrati. Nei tre mesi successivi l’invio della domanda, gli aspiranti civilisti devono partecipare a una giornata di introduzione durante la quale ricevono informazioni riguardanti le regole del servizio civile. Dopodiché, hanno due settimane di tempo per confermare la domanda e quindi la loro intenzione di scegliere quest’alternativa al servizio militare.

## Durata
Il servizio civile dura una volta e mezza il servizio militare non svolto. I civilisti prestano un servizio principalmente nel settore sociosanitario o in quello ambientale. Sono inoltre possibili impieghi all’estero in attività di cooperazione allo sviluppo. Chi rifiuta il servizio civile è punito con una pena detentiva fino a 18 mesi o con una pena pecuniaria.

## Impieghi
I civilisti pianificano autonomamente il loro impiego e prendono gli accordi in merito seguendo le disposizioni legali. Per la ricerca di un posto d’impiego è possibile consultare la banca dati del portale ZiviConnect con i mansionari ancora disponibili. Per poter svolgere certe attività è però necessario aver concluso un apprendistato, un bachelor o un master in un determinato settore. Al momento gli istituti d’impiego riconosciuti sono quasi 5000.

## Corsi di formazione
Se il mansionario lo prevede e l’impiego dura almeno 54 giorni, i civilisti devono partecipare a un corso di formazione specifico all’ambito in cui svolgono il servizio. Se l’impiego dura più di 180 giorni e rientra nel settore sociosanitario, devono frequentare una settimana di formazione supplementare.

## Regole relative all'impiego
Tutti i giorni di servizio impartiti devono essere prestati prima del licenziamento ordinario. Il licenziamento anticipato è possibile solo in caso di incapacità lavorativa civile di lunga durata (p. es. invalidità di almeno il 70%). Se un civilista non stipula una convenzione d’impiego di propria iniziativa, l’Ufficio federale del servizio civile CIVI lo convoca d’ufficio stabilendo il luogo e il periodo dell’impiego dietro il pagamento di una tassa.
Chi non ha frequentato o non ha completato la scuola reclute deve svolgere un primo impiego di 26 giorni (corrispondenti a quattro settimane di servizio) al più tardi durante l’anno successivo all’ammissione passata in giudicato. Deve inoltre assolvere un impiego di lunga durata di 180 giorni entro la fine del terzo anno successivo all’ammissione. Questo impiego si svolge solitamente all’interno di un programma prioritario.
I civilisti che hanno adempiuto la scuola reclute devono invece svolgere un primo impiego di 54 giorni (equivalente a otto settimane di servizio) al più tardi durante l’anno successivo all’ammissione passata in giudicato, ma non sono obbligati a svolgere un impiego di lunga durata.
La durata minima per ogni impiego è di 26 giorni e chi presta meno di 26 giorni di servizio computabili all’anno è tenuto a pagare la tassa d’esenzione all’obbligo militare.

## Ambiti di attività
Tutti i mansionari sono inseriti in uno degli otto ambiti seguenti:
- sanità
- servizi sociali
- scuola
- conservazione dei beni culturali
- protezione dell’ambiente e della natura, salvaguardia del paesaggio e delle foreste
- agricoltura
- cooperazione allo sviluppo e aiuto umanitario
- prevenzione e aiuto in caso di catastrofe e di situazioni d’emergenza nonché rigenerazione dopo simili eventi.

### Programma di prioritario (PP)
Gli impieghi svolti nel quadro di programmi prioritari di interesse pubblico, per necessità di intervento o per sopperire alla mancanza di risorse, sono particolarmente importanti per il servizio civile, e i civilisti che non hanno adempiuto la scuola reclute svolgono l’impiego di lunga durata (minimo 6 mesi, cioè 180 giorni) proprio all’interno di un PP.
I programmi prioritari sono due:
«Assistenza e cure»
Questo primo PP comprende l’assistenza e la cura degli altri e può essere svolto tipicamente in ospedali, case per anziani, case di accoglienza e laboratori per disabili, scuole, asili nido e alloggi per richiedenti asilo. Il mansionario deve prevedere almeno il 30 % di compiti di cura e assistenza, ovvero attività a contatto diretto con le persone da assistere.
«Protezione dell’ambiente e della natura»
Questo PP riguarda gli ambiti della protezione della natura e del paesaggio, la tutela della biodiversità di flora e fauna e le attività di prevenzione delle conseguenze di catastrofi naturali. ll mansionario deve prevedere almeno il 30 % di attività sul campo oppure di natura tecnica o scientifica che abbiano un’incidenza diretta su uno degli ambiti d’attività summenzionati.

### Abiti per civilisti
Quando sono in servizio, i civilisti possono indossare gli abiti da civilisti come segno distintivo. Gli abiti possono essere ordinati online e pagati con un credito di punti che dipende dai giorni di servizio da prestare.